# Papel-toalha

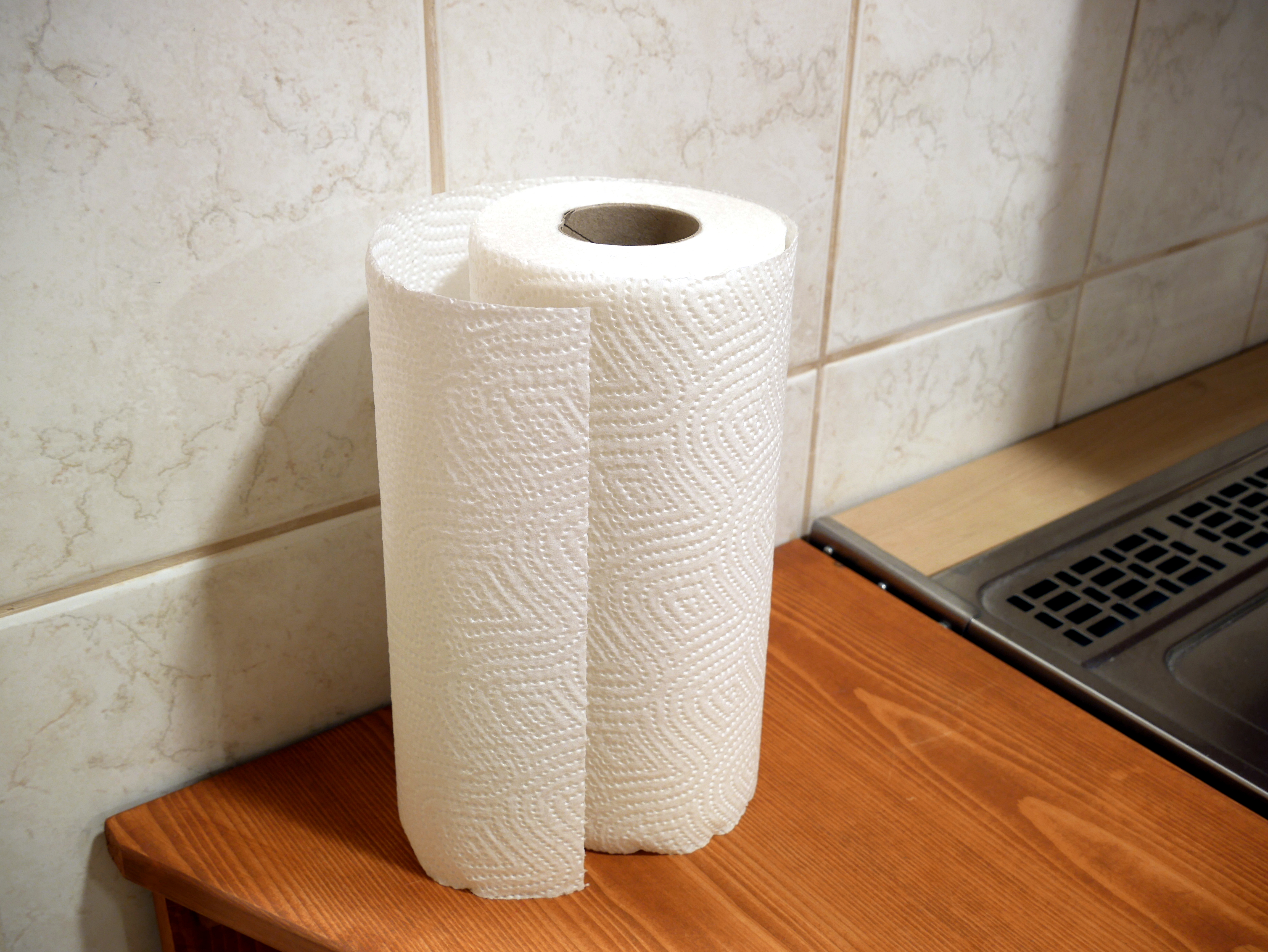
Um rolo de papel-toalha.

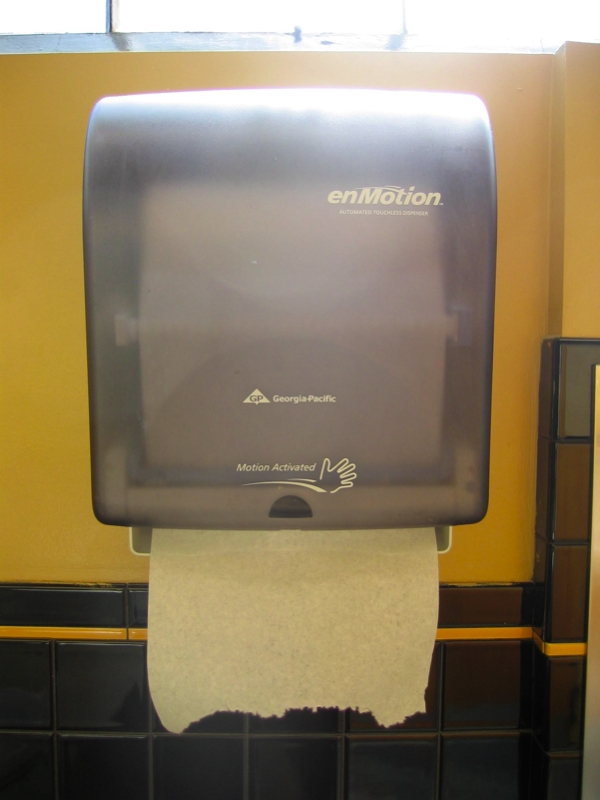
Papel-toalha apresentado num dispenser em banheiros.

O papel-toalha ou papel de cozinha é um produto descartável feito de celulose e serve para o mesmo propósito de toalhas convencionais, tais como a secagem das mãos, limpeza de vidros e até mesmo para absorver líquidos. Os papeis toalhas são descartáveis, evitando assim o acúmulo de germes.
O primeiro amplamente distribuído na forma do papel toalha foi fabricado em Champaign, Illinois pela MF Wittler Corporation. Os rolos eram produzidos em duas variedades: liso branco ou cor-de-rosa impresso com rosas.
O consumo médio de papel-toalha por pessoa no Brasil é de 73,08kg. Em um ano, uma pessoa utiliza aproximadamente 265 rolos.

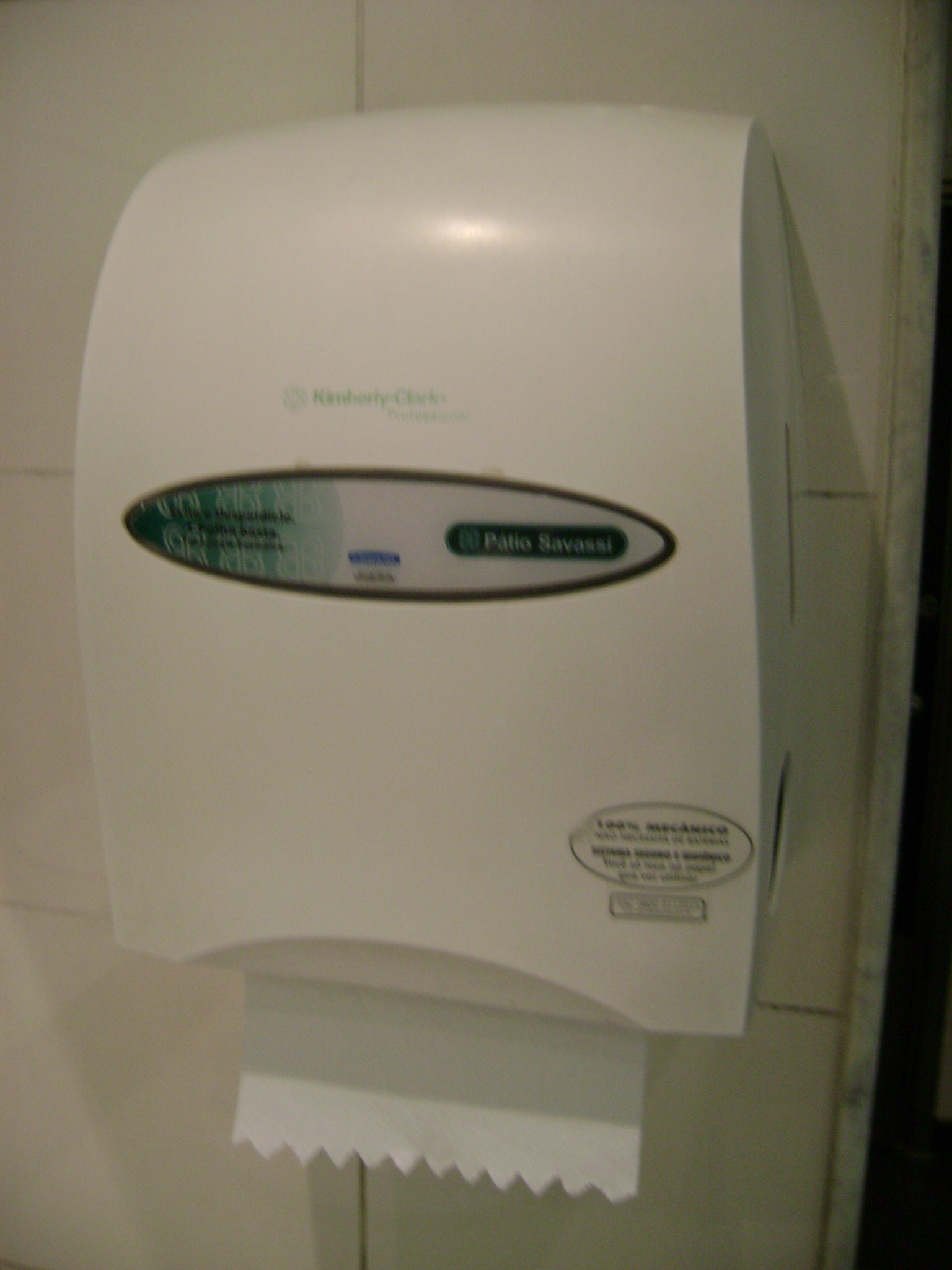
Dispensador de papel-toalha, em Belo Horizonte.

O papel-toalha foi inserido na América do Sul em 1968, inicialmente direcionados para salões de barbeiros.